# Le Dernier Diamant (bande dessinée)
Pour les articles homonymes, voir Le Dernier Diamant.
Le Dernier Diamant est le 24e album de la série de bande dessinée Jeremiah, paru en 2003

## Synopsis
Jeremiah et Kurdy, de passage à Langton où réside tante Martha, vont être confrontés à une enquête bizarre. Glenn, un policier marié à une indienne, trouve un bijou qu'il connaît sur les lieux du meurtre d'une vieille dame pour lui dérober des bijoux. Son frère est-il mêlé à tout ça ?

### Documentation
- Jean-Pierre Fuéri, « Une poire au désert », BoDoï, no 62,‎ avril 2003, p. 12.